# Claudine Merlin
Claudine Merlin (22 april 1929 - Parijs, november 2014) was een Franse filmmonteur. Ze werkte regelmatig met de regisseurs Bertrand Blier, André Téchiné en Josiane Balasko.

## Selectie van films
- 1963 - Muriel ou le Temps d'un retour (Alain Resnais)
- 1964 - Aimez-vous les femmes? (Jean Léon)
- 1972 - Tout va bien (Jean-Luc Godard en Jean-Pierre Gorin)
- 1973 - Poil de carotte (Henri Graziani)
- 1973 - La Grande Bouffe (Marco Ferreri)
- 1975 - Aloïse (Liliane de Kermadec)
- 1975 - La Papesse (Mario Mercier)
- 1976 - Calmos (Bertrand Blier)
- 1976 - Barocco (André Téchiné)
- 1978 - Préparez vos mouchoirs (Bertrand Blier)
- 1979 - Les Sœurs Brontë (André Téchiné)
- 1979 - Buffet froid (Bertrand Blier)
- 1980 - 5 % de risques (Jean Pourtalé)
- 1981 - Beau-père (Bertrand Blier)
- 1981 - Hôtel des Amériques (André Téchiné)
- 1983 - Jusqu'à la nuit (Didier Martiny)
- 1983 - Le Braconnier de Dieu (Jean-Pierre Darras)
- 1983 - La Femme de mon pote (Bertrand Blier)
- 1984 - Notre histoire (Bertrand Blier)
- 1986 - Tenue de soirée (Bertrand Blier)
- 1987 - La Petite Allumeuse (Danièle Dubroux)
- 1988 - Chocolat (Claire Denis)
- 1989 - Trop belle pour toi (Bertrand Blier)
- 1990 - Notre soleil (korte film) (Eric Tellène)
- 1990 - Le Bal du gouverneur (Marie-France Pisier)
- 1991 - Merci la vie (Bertrand Blier)
- 1991 - J'embrasse pas (André Téchiné)
- 1993 - Un, deux, trois, soleil (Bertrand Blier)
- 1994 - Peuchere (Eric Tellène)
- 1995 - Gazon maudit (Josiane Balasko)
- 1996 - Mon homme (Bertrand Blier)
- 1998 - Un grand cri d'amour (Josiane Balasko)
- 1998 - La Mère Christain (Myriam Boyer)
- 1999 - Trois ponts sur la rivière (Jean-Claude Biette)
- 2000 - Les Acteurs (Bertrand Blier)
- 2002 - Parlez-moi d'amour (Sophie Marceau)
- 2003 - Saltimbank (Jean-Claude Biette)
- 2004 - L'Ex-femme de ma vie (Josiane Balasko)
- 2008 - Cliente (Josiane Balasko)

## Prijzen en nominaties

### Prijs:César Beste Montage
- 1990 - Trop belle pour toi

### Nominaties:César Beste Montage
- 1977 - Barocco
- 1980 - Les Sœurs Brontë en Buffet froid
- 1985 - Notre histoire
- 1987 - Tenue de soirée
- 1992 - Merci la vie